# Гадюка (повесть)
«Гадюка» — повесть А. Н. Толстого, впервые напечатанная в журнале «Красная новь» в 1928 году с подзаголовком «Повесть об одной девушке». Авторская дата — 15 июля 1928 года. Прототипом главной героини стала знакомая Толстого, поэтесса Татьяна Сикорская.

## Сюжет
Повесть рассказывает историю жизни Ольги Зотовой. Дочь купца-старообрядца, она жила в Казани и вела беззаботную жизнь гимназистки, зачитывалась Гамсуном и мечтала о спокойной семейной жизни: «Я так представляла себе: муж — приличный блондин, я — в розовом пеньюаре, сидим, оба отражаемся в никелированном кофейнике. И больше ничего!.. И это — счастье…». Летом 1918 в их дом ворвались бандиты, убили родителей и попытались изнасиловать семнадцатилетнюю Ольгу, но она отбилась; убегая, нападавшие подожгли дом. Ольга очнулась в больнице и тяжело переживала трагедию; за несколько дней её характер полностью изменился. В больнице она познакомилась с Емельяновым, по-видимому, большевиком, и его жёсткие ястребиные глаза, его уверенность и решительность запали в душу девушке.
Накануне дня, когда в город вошли белочехи, из госпиталя эвакуировались раненые красноармейцы. Ольгу вызвали на допрос, на пороге она столкнулась с молодым человеком и узнала в нём одного из напавших на её семью — бывшего гимназиста Вальку Брыкина. На допросе её обвинили в связи с большевиками и отправили в тюрьму; позже Ольга поняла, что Валька оговорил её, написав донос. Осенью в Казань вошли красные; всех заключённых свели в подвал и второпях расстреляли; Ольга получила несколько ранений, но выжила. Среди расстрелянных её нашёл и спас командир кавалерийского эскадрона Емельянов, отыскав для неё «старорежимного» профессора медицины.
Ольга влюбилась в Емельянова и пошла за ним на войну. Она была зачислена бойцом в его эскадрон в должности вестового. Бойцы полагали, что она жена комэскадрона, и никто не поверил бы, узнав, что Зотова на самом деле деви́ца. Однажды, доставляя пакет в дивизию, Ольга наткнулась на конный разъезд белых, но успешно отбилась от двух бойцов, одним из них был Валька Брыкин. В одном из рейдов, атакуя укрепления белых, полк попал под пулемётный огонь, в результате Емельянов погиб, а Ольга была ранена. Выйдя из лазарета, она снова пошла воевать, дошла до Владивостока. «За женщину её мало кто признавал, была уж очень тоща и зла, как гадюка».
«В двадцать два года нужно было начинать третью жизнь». После окончания войны Ольга стала «писчебумажной барышней» в различных учреждениях, постепенно перебралась в Москву. Соседи по коммунальной квартире и коллеги по работе её не понимали, издевались над ней, прозвали «гадюкой». Ольга влюбилась в работавшего в том же здании директора махорочного треста, разглядев в нём черты Емельянова. Тот отверг её ухаживания, будучи в отношениях с её соседкой по коммунальной квартире, миленькой девятнадцатилетней Сонечкой Варенцовой. Соседи, узнав о об оформлении Сонечкой брака, подговорили её объясниться с «гадюкой», но та выбрала неудачный момент — Ольга, будучи в расстроенных чувствах, не выдержала, схватила револьвер, и случилось непоправимое: «Из горла вырвался вопль… Ольга Вячеславовна выстрелила и — продолжала стрелять в это белое, заметавшееся перед ней лицо…».

## Работа над произведением
Алексей Толстой начал писать повесть после окончания второй части романа «Хождение по мукам» — «Восемнадцатый год». По идейному замыслу «Гадюка» перекликается с повестью Толстого «Голубые города (Алексей Толстой)» (1925). В одном из писем 1928 года автор сообщал:

Я начал писать рассказ, очень трудный, и работа идёт медленно и трудно. Не знаю — должно быть, сказывается усталость после романа. Всё же надеюсь в десять дней его закончить.

В 1934 году повесть была опубликована в отдельном издании «Библиотека начинающего читателя» (издательство «Художественная литература») с изменениями. В кратком предисловии к книге сказано:

«Гадюка», или, как сказано в подзаголовке, «Повесть об одной девушке», для настоящего издания заново просмотрена и отредактирована автором. В результате этого повесть, не изменившись по существу, стала более сжатой и для начинающего читателя более доступной по языку.

В частности, для этого издания к повести была дописана концовка: «Через две недели в народном суде слушалось дело Ольги Вячеславовны Зотовой… Суд… Нет, пусть лучше сами читатели судят и вынесут приговор…»
В 1944 году повесть вошла в сборник Толстого «Повести и рассказы (1910—1943)» с возвращениями некоторых ранее вырезанных отрывков и изменениями. Включая повесть в сборник, автор восстановил сделанные ранее сокращения и исправления, отличающиеся от тех, которые были сделаны в 1934 и 1937 годах.

## Резонанс
«Гадюка» взволновала читателей. Повесть обсуждалась на читательских конференциях, в некоторых местах устраивались показательные суды по «делу Зотовой», в которых иногда даже принимали участие настоящие судьи и прокуроры..
Алексей Толстой ответил на присланный отзыв рабочих о «Гадюке». В нём автор отстоял принцип правдивого художественного воплощения образа и выступил против популярного абстрактного образа «идеального героя». В ответе Толстой писал:

Товарищи, в общем, правильно ставят вопрос: Ольга совершила преступление потому, что до конца не была перевоспитана Красной Армией, одной ногой стояла в новой жизни, а другой в старой (откуда вышла). Это и не позволило ей стать выше личной обиды, и места в созидательной жизни она найти себе не могла.
Это всё верно. Но дальше товарищи ошибаются, упрекая меня в том, что я не захотел до конца перевоспитать Ольгу, поднять её до высоты, когда она знала бы, за что дралась в 19-м году, когда в годы нэпа она сознательно пошла бы на партийную работу, когда задачи революции стали бы для неё выше её личных дел.
Я нарочно написал Ольгу такой, какая она есть. Не нужно забывать, что литература: 1) описывает типичных живых людей, а не идеальные абстрактные типы (Ольга была одним из живых типов эпохи нэпа. Сейчас таких людей уже нет) и 2) что время, в которое Ольга совершила своё преступление, было до начала пятилеток, то есть в то время, когда не началось ещё массовое перевоспитание людей.
Для перевоспитания людей нужно изменить материальные и общественные условия. Не забывайте, что в эпоху нэпа был ещё жив и кулак, и единоличник, и купец, и концессионер. И перед всей страной не был ещё поставлен конкретный план строительства бесклассового общества… Тогда такой, как Ольга, легко было соскользнуть к индивидуализму.

Толстой также послал ответ участникам читательской конференции в Петрозаводске, на которой разбиралось дело Зотовой, в котором писал:

Дорогие товарищи! …Вы рассудили правильно, по советской совести, как должно судить в нашем бесклассовом обществе, борющемся с тяжёлыми, отвратительными пережитками. Зотова сама прекрасно понимает бессмысленность и преступность своего выстрела. Не выстрелами мы боремся за повышение нашей культуры и за очищение нашего общества от всяких буржуазных пережитков. Зотова прекрасно понимает, что своим выстрелом она сама себя отбросила на уровень тех людей, с которыми боролась, которых ненавидела. Зотова сама себя жестоко осудила и наказала, и наше общество должно ей помочь подняться.
Эту мысль, хотя и не совсем так высказанную, и выразил ваш суд над «Гадюкой».

## Адаптации
В 1965 году на киностудии им. Довженко режиссёром Виктором Ивченко был снят одноименный фильм, в главной роли Нинель Мышкова.
В 2008 году Новосибирский театр музыкальной комедии представил премьеру мюзикла Александра Колкера «Гадюка»
9 октября 2016 года состоялась премьера спектакля по повести в театре «Сфера» (Москва, режиссёр — Виктория Печерникова), 8 ноября 2016 года — в ТЮЗе им. Брянцева (Санкт-Петербург, режиссёр — Илья Носоченко), 6 октября 2018 года — в театре «Остров» (Санкт-Петербург, режиссёр — Сергей Исаев).